# Pristimantis librarius
Espèce
Synonymes
- Eleutherodactylus librarius Flores & Vigle, 1994

Statut de conservation UICN

 DD  : Données insuffisantes
Pristimantis librarius est une espèce d'amphibiens de la famille des Craugastoridae.

## Répartition
Cette espèce est endémique de l'Est de l'Équateur. Elle se rencontre dans les provinces de Napo, de Morona-Santiago et d'Orellana entre 220 et 560 m d'altitude dans les plaines amazoniennes. 

## Publication originale
- Flores & Vigle, 1994 : A new species of Eleutherodactylus (Anura: Leptodactylidae) from the lowland rainforests of Amazonian Ecuador, with notes on the Eleutherodactylus frater assembly. Journal of Herpetology, vol. 28, no 4, p. 416-424.